# حبوب لقاح النحل

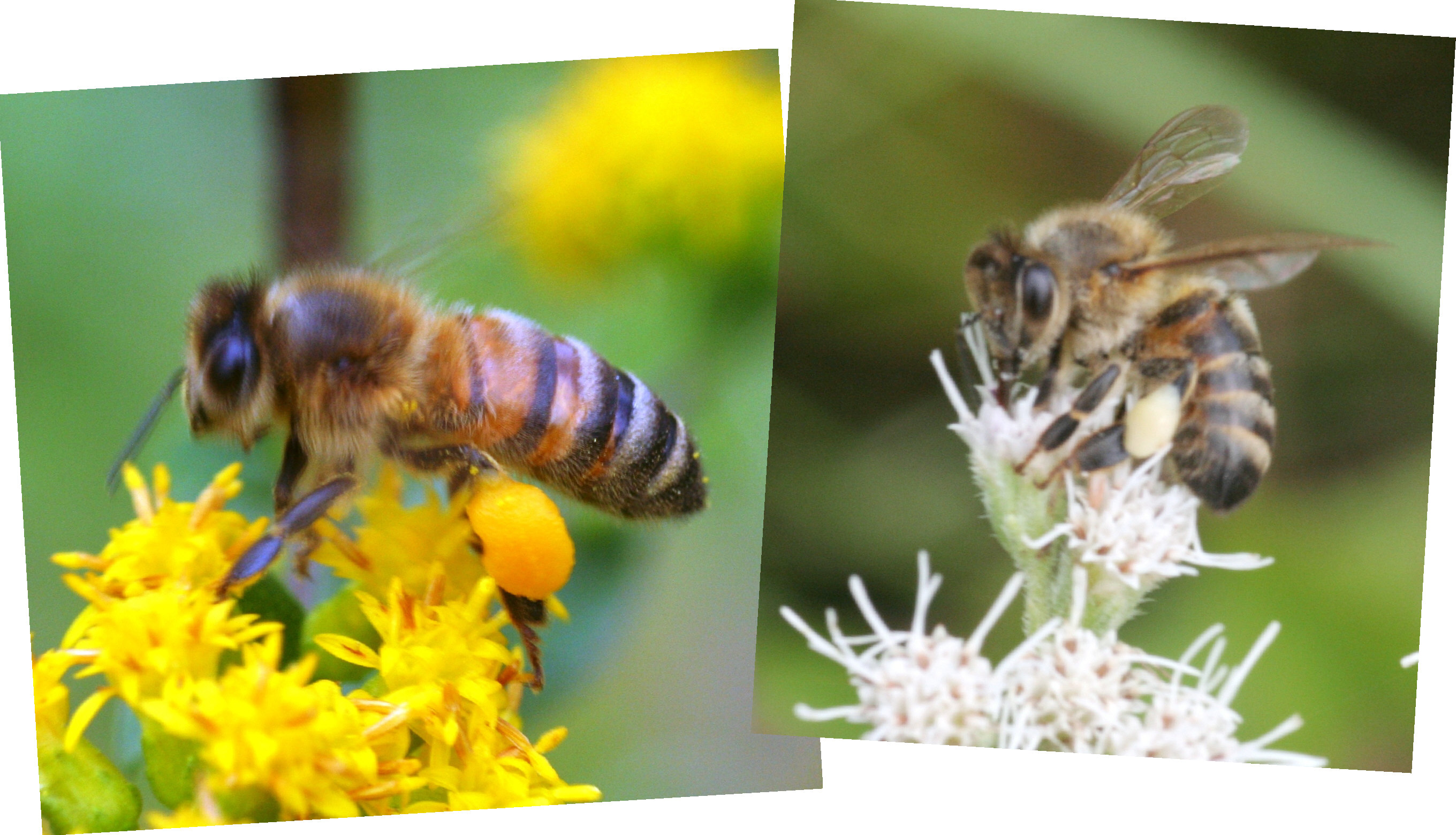
نحلتين مع 2 سلالة من حبوب اللقاح.

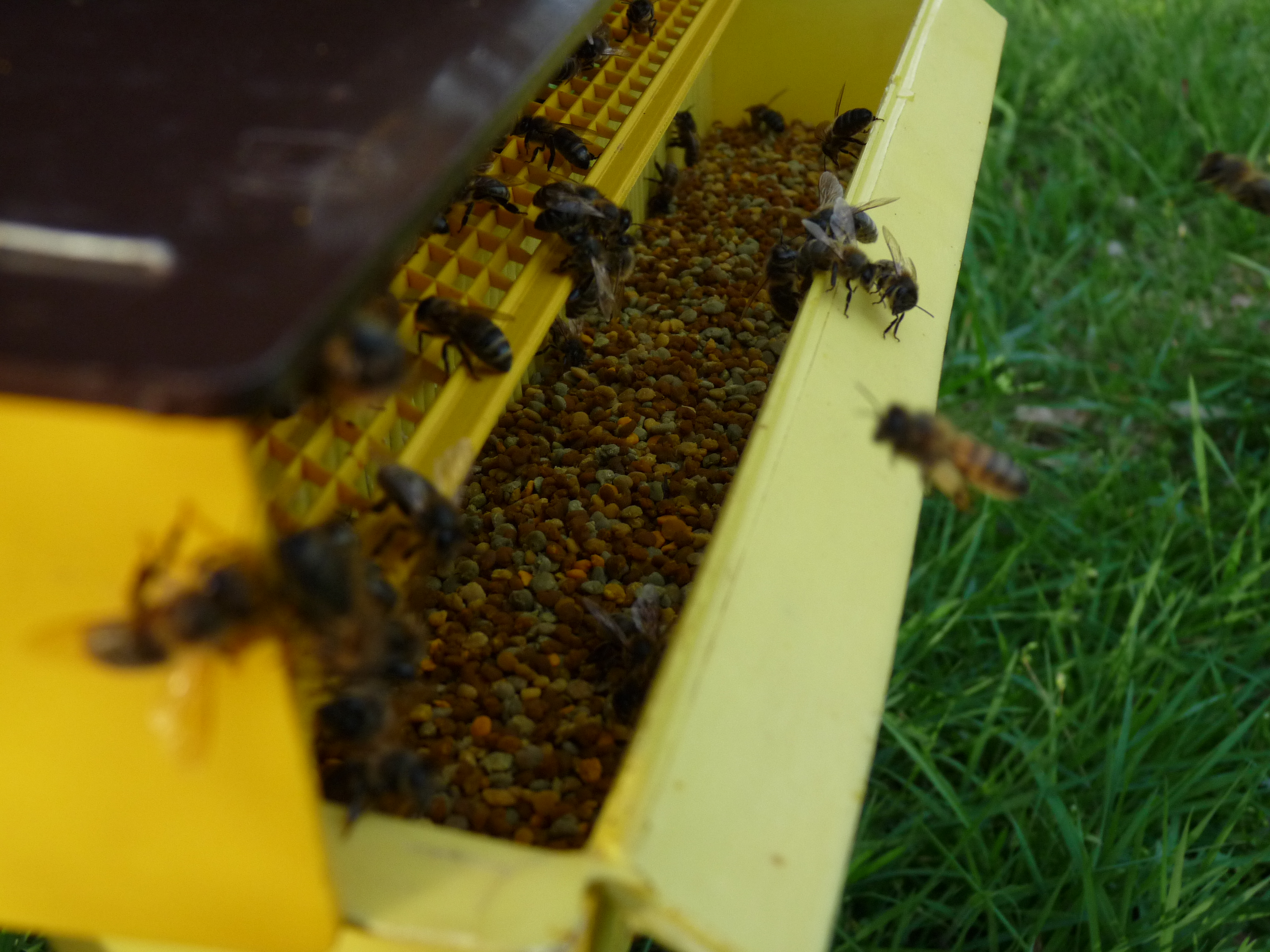
فخ حبوب اللقاح.

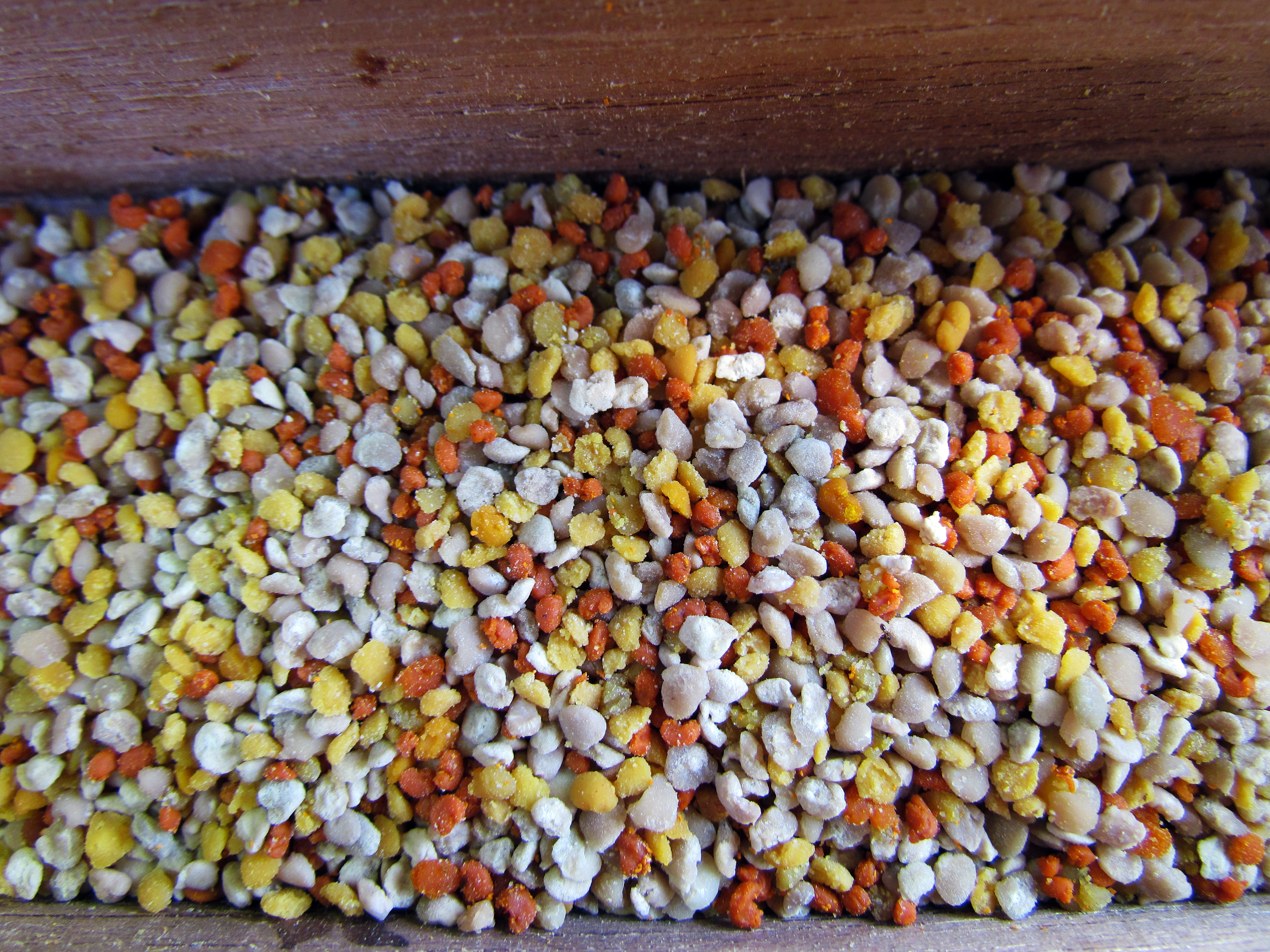
حبوب لقاح النحل الطازجة

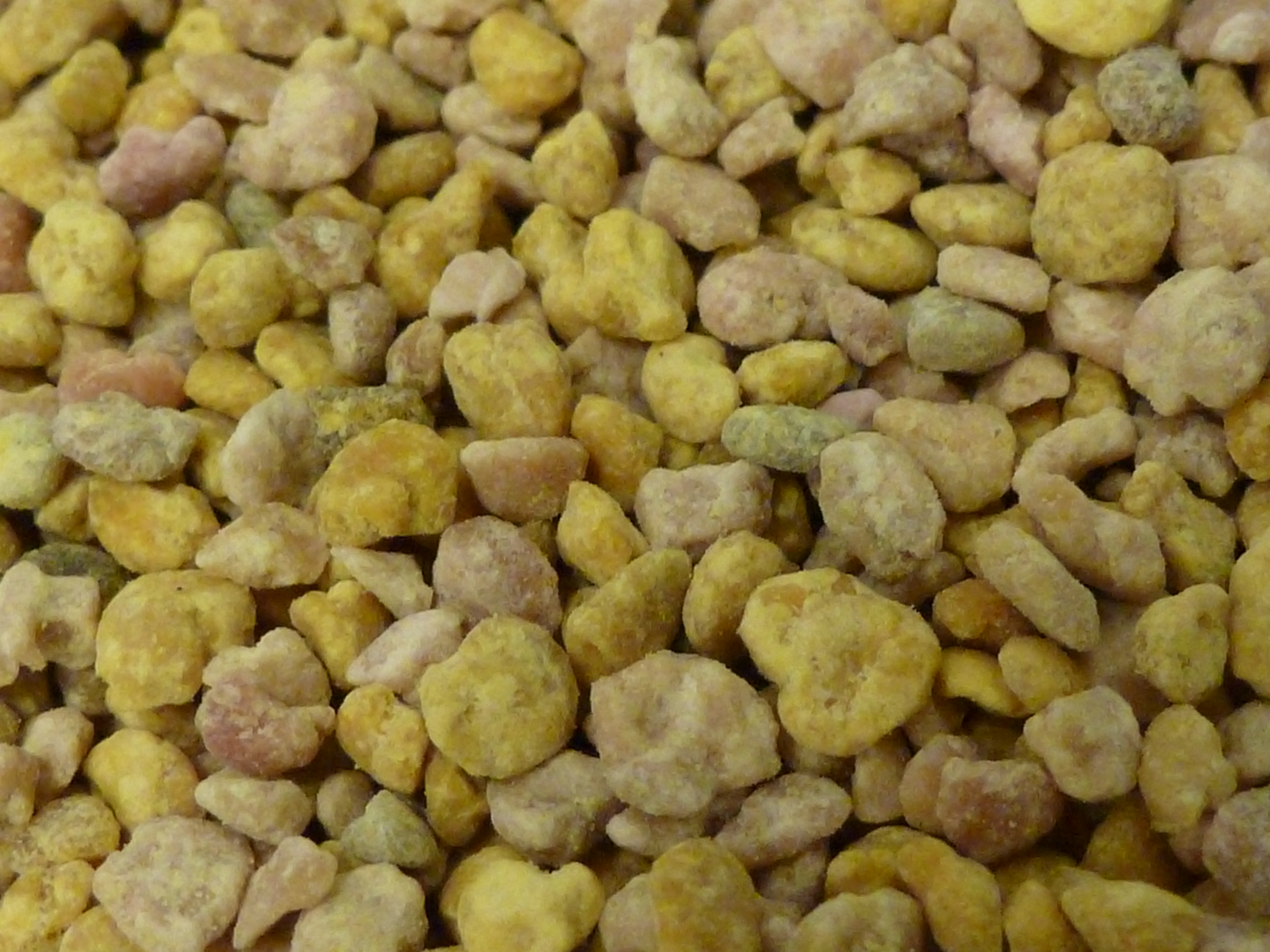
لقاح النحل المتجمد ، مكمل غذائي بشري.

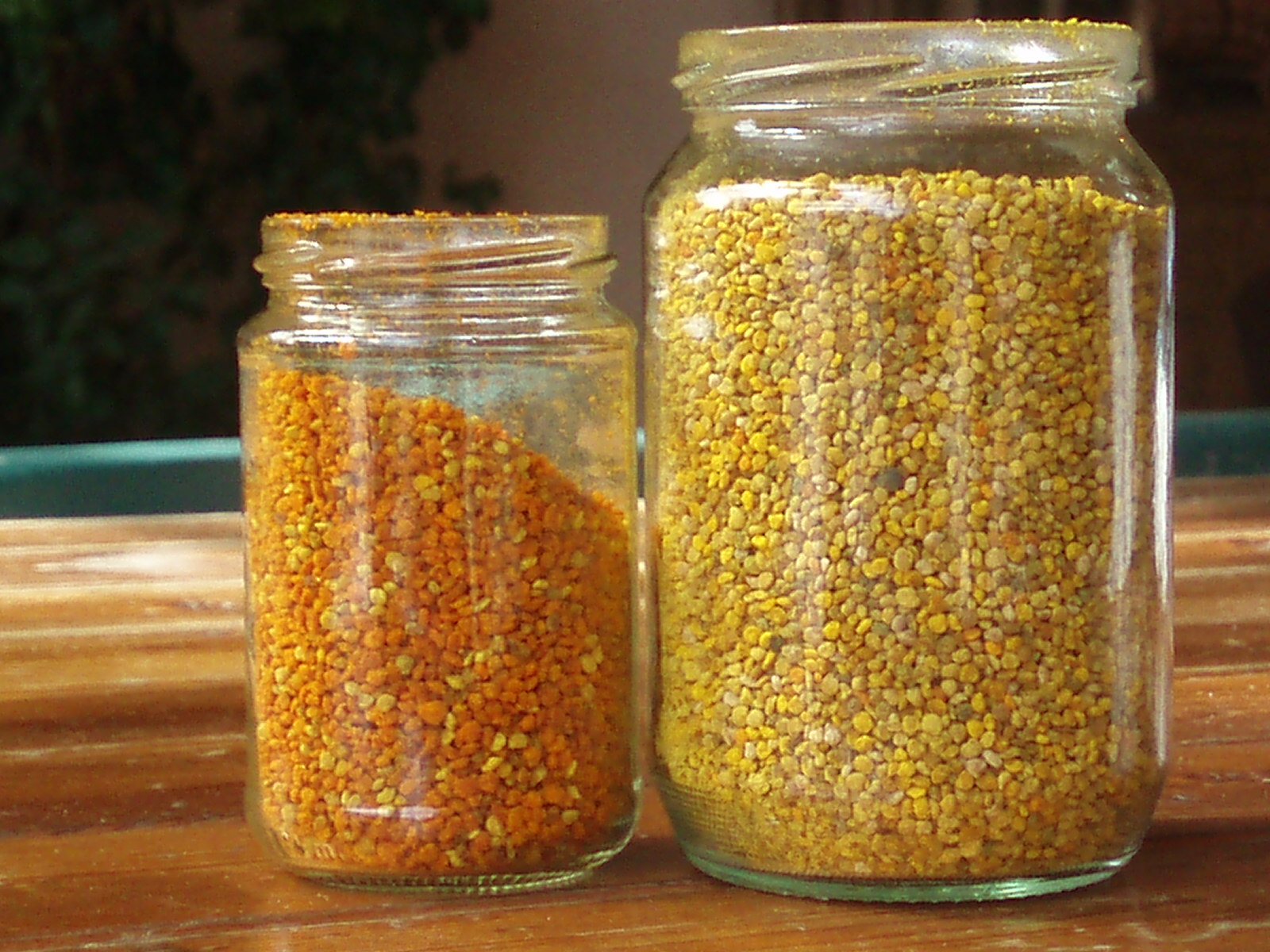
حبوب لقاح النحل المُجففة ذات الأستعمال البشري تُباع في الأسواق.

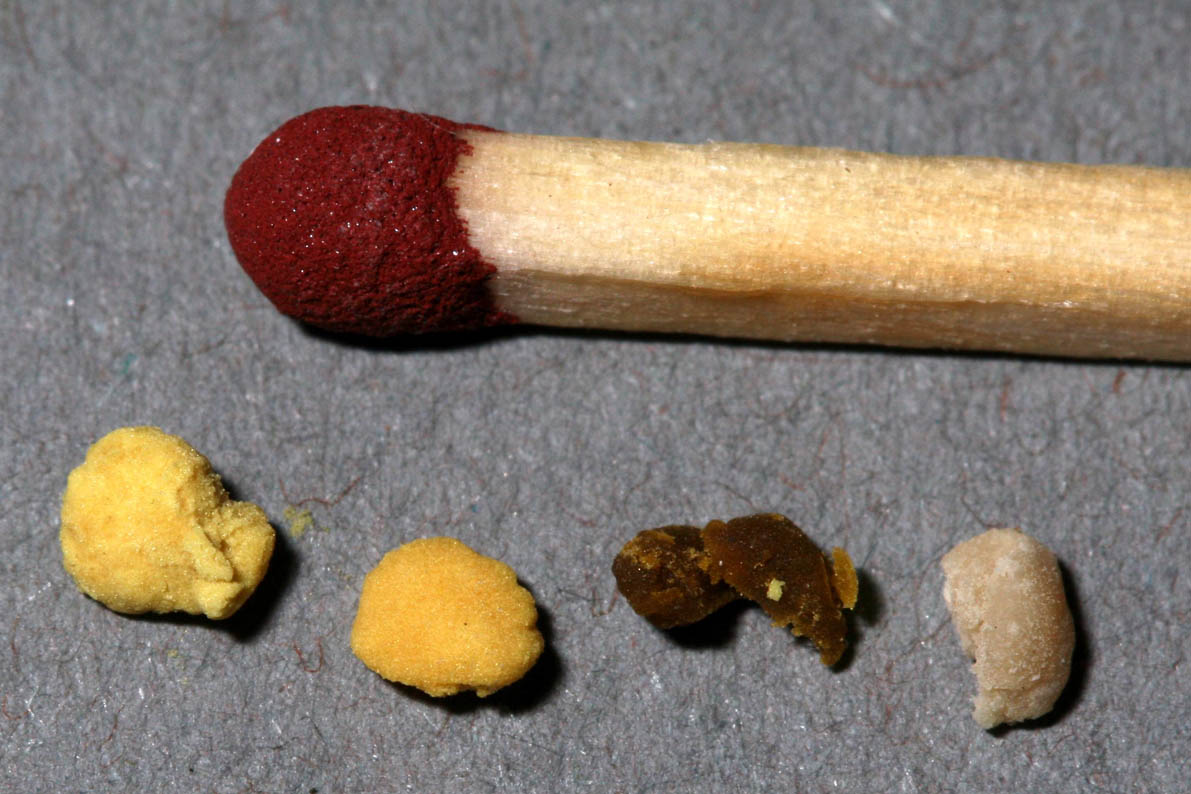
بعض من اللوان حبوب اللقاح.

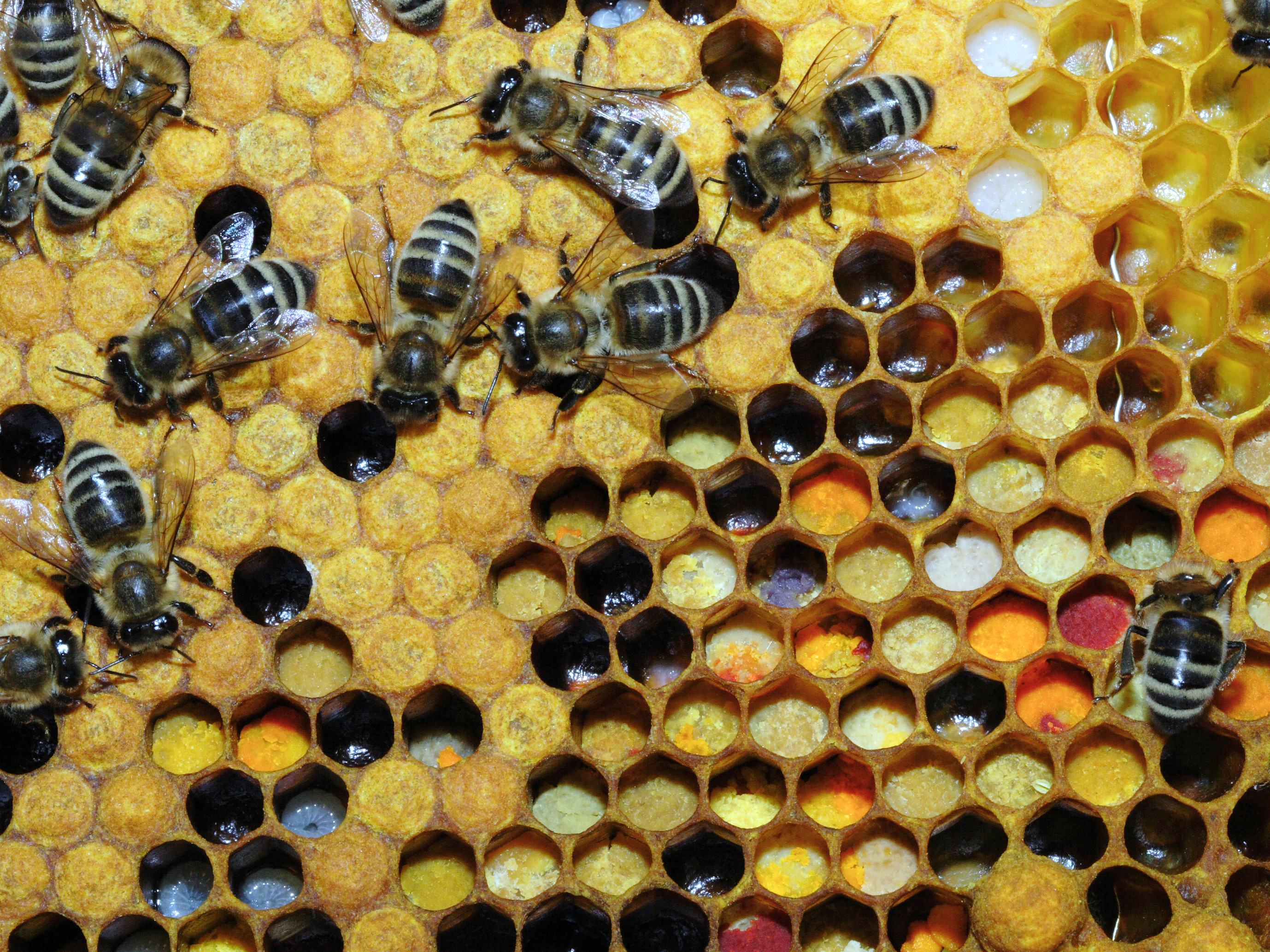
نحلة الخبز: حبوب اللقاح النحل المخزنة في أمشاط.

لقاح النحل أو حبوب لقاح النحل  هي كرات أو كريات من لقاح الأزهار الذي تجنيه النحلات العاملات من أزهار الحقل، والذي يستخدم كغذاء أساسي في الخلية . يتكون من سكريات بسيطة، بروتين، أملاح معدنية وفيتامينات، أحماض دهنية، ونسب قليلة من مكونات أخرى.يسمى أيضا خبز النحل، أو الطعام الشهي. يخزن داخل خلايا حاضنة، مخلوطا باللعاب ومختوما بقطرة من العسل. يتم جني لقاح النحل كغذاء للإنسان مع ادعاءات صحية مختلفة، من هذه الاداعاءات أن عملية التخمير تجعله أكثر كفاءة وقوة من لقاح الأزهار البسيط .

## التفاصيل
كرات اللقاح تخزن في فجوات داخل خلايا النحل، في بعض الأحيان داخل الخشب أو الطين الذي تنشئه النحلات المسؤولات عن التعشيش الأرضي مثل النحل المقطع للأوراق . مع النحل المقطع للأوراق، عندما تكتمل كرة اللقاح، تقوم نحلة بوضع بيضة فوق كرة اللقاح، وتختم الخلية الحاضنة. يختلف عن اللقاح المجموع من الحقل بأن إفرارزات النحل تحفز عملية التخمر، حيث التحولات الكيميائية الحيوية تكسر جدر حبوب اللقاح الزهرية وهذا يجعل الغذاء متوافرا .النحلات العلافة التي تجمع اللقاح لا تتغذى عليه بأنفسهن، حيث يتوقف إنتاج الإنزيمات المحللة اللازمة لهضمة، تقوم العلافات بطرح اللقاح الذي تم جمعه مباشرة داخل خلايا مفتوحة تقع بين العسل المخزن والمحفوظ داخل الحاضنة، منشأة ما يعرف بخبز النحل - المادة الي تشكل غذاءا رئيسيا ليرقات نحلات العسل والعاملات.
تقوم النحلات العلافات بإعادة اللقاح إلى الخلية، حيث يتم تمريره إلى النحلات العاملات الأخريات، التي تغلف اللقاح داخل الخلايا عن طريق رؤوسها، خلال عملية التجميع والتغليف، يختلط اللقاح بالرحيق وإفرازات النحل من اللعاب . لقاح النحل هو المصدر الأساسي للبروتين في الخلية . عملية التغليف هذه يمكن ملاحظتها في النوعين Xylocopa sulcatipes و Xylocopa varipuncta.

## التركيب
كالعسل والعكبر ، مكونات أخرى معروفة جيدا يمكن أن تجمع بدلا من أن تفرز( على العكس من غذاء النحل الملكي و شمع العسل )، يعتمد التركيب الكيميائي على نوع النباتات التي تجمع منه العاملات اللقاح، ويمكن أن يختلف من ساعة لساعة، يوم ليوم، مجموعة لأخرى، في نفس المنحل، حيث لا يوجد عينتان متماثلتان من لقاح النحل. وفقا لذلك، التحليل الكيميائي والغذائي للقاح النحل يطبق على العينات الخاصة التي تم اختبارها ولا يمكن تطبيقها على عينات أخرى تم جمعها من أماكن أخرى وفي أوقات مختلفة .بالرغم من أنه لا يوجد تركيب كيميائي خاص، يمكن القول أن معدل التراكيب يبلغ 40-60% من السكريات البسيطة( فركتوز وغلوكوز)، 20-60% بروتينات،3% أملاح معدنية وفيتامينات،1-32% أحماض دهنية، و 5% مركبات أخرى متنوعة. أظهرت إحدى الدراسات حول عينات من لقاح النحل أنها تحتوي 188 نوعا من الفطريات و 29 نوع من البكتيريا. على الرغم من هذا التنوع الميكروبي، اللقاح المحفوظ ( خبز النحل )يعتبر بيئة حافظة تماما كالعسل، ويحتوي على نسبة ضئيلة من الميكروبات.

## الاستخدامات كمكمل صحي
يوصف لقاح النحل على أنه العلاج للعديد من الحالات الطبية، لكن لا يوجد هناك أي دليل جيد على أي فوائد صحية للقاح النحل غير الفوائد الغذائية. المخاطر المحتملة لتانول لقاح النحل تتضمن التلوث بالسموم الفطرية، المبيدات الحشرية، أو العناصر السامة . لقاح النحل آمن للاستخدام قصير الأمد، لكن للأشخاص المصابين بالحساسية، ستظهر استجابات حساسية (ظيق التنفس، قشعريرة، انتفاخ، سؤا هظم، والحساسية المفرطة ). لقاح النحل غير آمن للنساء الحوامل وينصح بعدم تناوله خلال فترة الرضاعة. حذرت منظمة الغذاء والدواء من استهلاك بعض منتجات لقاح النحل لأنها مغشوشة بمواد دوائية غير مسموحة مثل سيبوترامين وفينولفثالين.